# SATA
ATA nối tiếp (Serial AT Attachment, viết tắt SATA) là một giao diện bus máy tính dùng để kết nối máy chủ tới các thiết bị lưu trữ như ổ đĩa cứng, ổ đĩa quang và SSD. SATA thay thế tiêu chuẩn cũ ATA song song (Parallel ATA) trở thành giao diện kết nối chủ yếu của các thiết bị lưu trữ.
Tiêu chuẩn SATA xuất phát từ Tổ chức quốc tế SATA (Serial ATA International Organization, viết tắt SATA-IO), được ban hành bởi Hội đồng kỹ thuật T13, AT Attachment của INCITS (INCITS T13).

## Các phiên bản
Các phiên bản của SATA thường được ký hiệu bởi một gạch ngang rồi đến một chữ số La Mã, ví dụ "SATA-III".

### SATA revision 1.0 (1.5Gbit/s, 150MB/s, Serial ATA-150)
SATA 1.0a được cập nhật ngày 3 tháng 1 năm 2003. Các giao diện SATA đầu tiên có tốc độ truyền tải dữ liêu là 1,5 Gbit/s, và không hỗ trợ Native Command Queuing (NCQ). Tính thêm cả mã hóa 8b/10b, tốc độ thực sự chưa kể encoding là 1,2 Gbit/s (150 MB/s). Thông lượng búi của SATA 1.5 Gbit/s trên lý thuyết là gần bằng PATA/133, tuy nhiên các thiết bị SATA mới hơn được trang bị các cải tiến như NCQ, gia tăng hiệu năng trong môi trường đa nhiệm.
Trong giai đoạn đầu sau khi hoàn thiện tiêu chuẩn SATA 1.5 Gbit/s, cá nhà sản xuất ổ đĩa và adapter sử dụng một chip "bắc cầu" giữa các thiết kế PATA có sẵn và giao diện SATA. Các ổ đĩa đã chuyển đổi sang SATA thường có cả hai loại đầu nối nguồn điện và nhìn chung có hiệu năng tương tự các ổ đĩa SATA thuần túy. Tuy nhiên các ổ được chuyển đổi không hỗ trợ các tính năng của riêng SATA như NCQ. Các ở đĩa SATA thuần nhanh chóng chiếm lĩnh thị trường sau khi các ổ đĩa SATA thế hệ hai xuất hiện.
Cho tới tháng 4 năm 2010, các ổ đĩa cứng SATA 10000 rpm nhanh nhất có tốc độ cực đại (không tính trung bình) lên tới 157 MB/s, vượt qua giới hạn của tiêu chuẩn cũ PATA/133 và cả SATA 1.5 Gbit/s.

### SATA revision 2.0 (3Gbit/s, 300MB/s, Serial ATA-300)

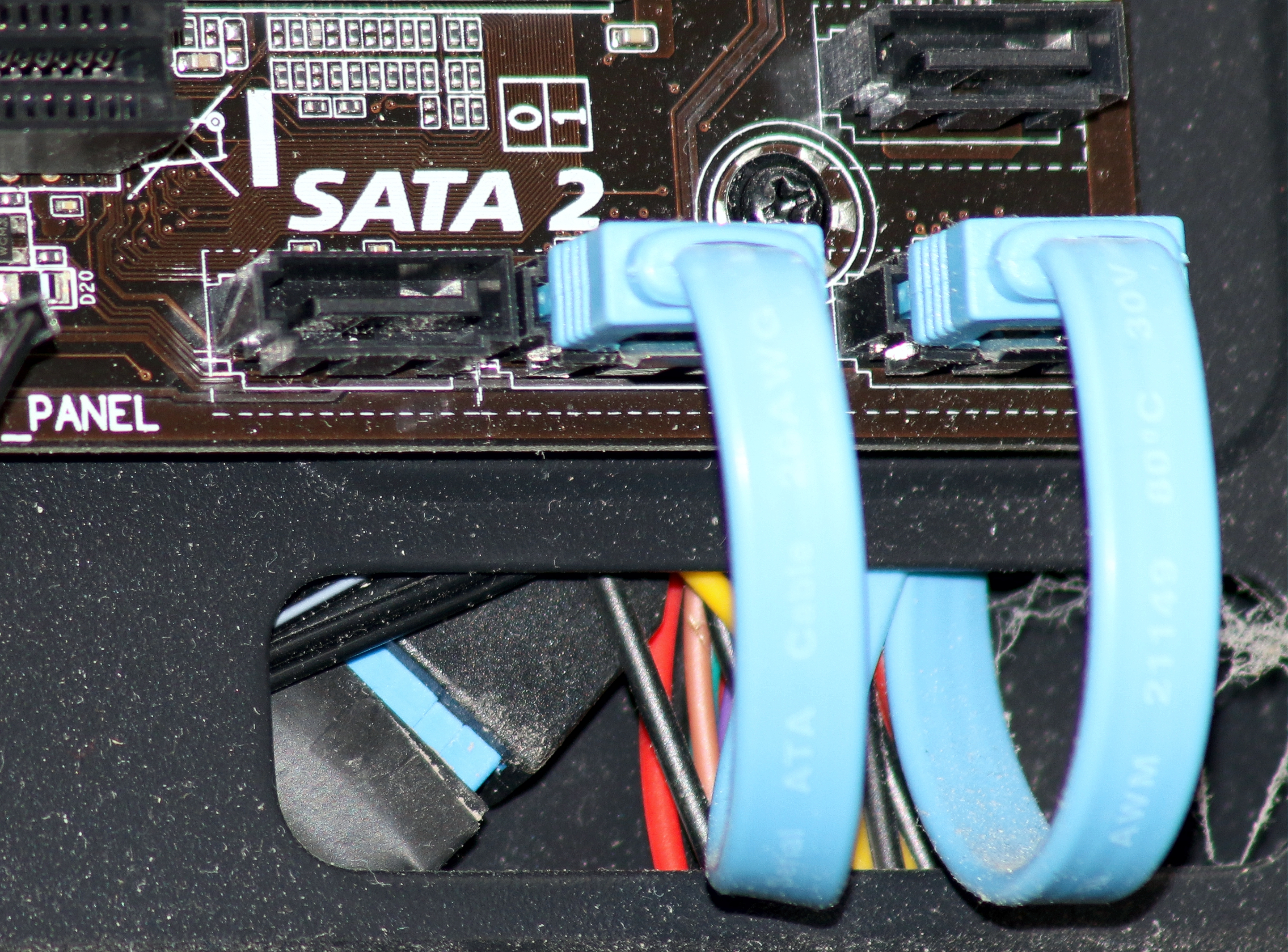
Các đầu nối SATA 2 trên một bo mạch chủ.

SATA 2.0 được cập nhật tháng 4 năm 2004, giới thiệu Native Command Queuing (NCQ). Nó tương thích ngược với SATA 1.5 Gbit/s.
Các giao diện SATA thế hệ hai có tốc độ truyền 3,0 Gbit/s, nếu tính cả mã hóa 8b/10b thì sẽ có tốc độ chưa kể encoding là 2,4 Gbit/s (300 MB/s). Thông lượng búi lý tưởng của SATA 2.0 gấp đôi SATA 1.0.
Tất cả các dây dữ liệu đạt tiêu chuẩn SATA có lưu lượng 3,0 Gbit/s và hoạt động tốt với các ổ đĩa cứng hiện đại mà không có mất mát về hiệu năng. Tuy nhiên các ổ SSD hiệu năng cao có thể vượt qua giới hạn 3,03.0 Gbit/s, điều này được giải quyết trong tiêu chuẩn SATA 6 Gbit/s.

### SATA revision 3.0 (6Gbit/s, 600MB/s, Serial ATA-600)
SATA-IO trình bày bản nháp mô tả chi tiết kỹ thuật tầng vật lý của SATA 6 Gbit/s vào tháng 8, 2008, và hoàn thiện nó vào 18/8/2008. Tiêu chuẩn SATA 3.0 đầy đủ được cập nhật ngày 27/5/2009.